# NGC 4185
NGC 4185 este o liner situată în constelația Părul Berenicei. A fost descoperită în 11 aprilie 1785 de către William Herschel. Se află la o distanță de 59,62 de megaparseci de Pământ.